# Survivor Series (2019)
Survivor Series 2019 fue la trigésima tercera edición de Survivor Series, un evento pago por visión de lucha libre profesional realizado por la WWE. Tuvo lugar el 24 de noviembre de 2019 desde el Allstate Arena en Rosemont, Illinois. Fue el primer evento en el que participó la marca NXT, donde a la postre ser el equipo ganador del evento, imponiendose sobre Raw y SmackDown.

## Argumento
Desde que la WWE reintrodujo la extensión de marcas en 2016, Survivor Series se ha centrado en la competencia entre Raw y SmackDown por supremacía. En septiembre de 2019, la marca NXT de WWE, anteriormente exclusiva de WWE Network, debutó en USA Network, consolidando su estado como la tercera marca principal de WWE, y posteriormente se agregó al evento de 2019 como parte del tema de competencia entre marcas.
En Crown Jewel, Brock Lesnar retuvo el Campeonato de la WWE contra Caín Velásquez (quien estuvo acompañado por Rey Mysterio) por sumisión con un Kimura Lock. Después de la lucha, Lesnar continuó aplicándole el Kimura Lock a Velásquez hasta que Mysterio atacó a Lesnar con una silla. Lesnar detuvo a Mysterio, quien tomó represalias golpeando a Lesnar con otra silla, obligándolo a retirarse. La noche siguiente en SmackDown, el mánager de Lesnar, Paul Heyman, anunció que Lesnar había renunciado a SmackDown y se había mudado a Raw para vengarse de Mysterio (llevándose el Campeonato de la WWE con él). En el siguiente Raw, Lesnar procedió a atacar a miembros del equipo que trabajaban en el programa, incluyendo al comentarista Dio Maddin, quien había defendido a su compañero comentarista Jerry Lawler después de haber sido amenazado por Heyman. Después de que Lesnar atacó con un F-5 a Maddin a través de la mesa de comentaristas, Mysterio apareció y atacó a Lesnar repetidamente con un tubo de acero y lanzó un reto a Lesnar por el Campeonato de la WWE en Survivor Series, que más tarde se hizo oficial. En el episodio del 18 de noviembre de Raw, Heyman sugirió que el combate fuera un No Holds Barred match, a lo que Mysterio aceptó.
En el episodio del 1 de noviembre de SmackDown, después de que Bayley derrotó a Nikki Cross para retener el Campeonato Femenino de SmackDown gracias a la interferencia de Sasha Banks, la Campeona Femenina de NXT Shayna Baszler apareció y atacó a las tres mujeres. Durante una entrevista entre Charly Caruso y la Campeona Femenina de Raw Becky Lynch en el siguiente Raw, Baszler apareció y confrontó a Lynch. Caruso le informó a Lynch que se enfrentaría a Baszler y Bayley en un Triple Threat match en Survivor Series.
En el episodio del 4 de noviembre de Raw, se programó una lucha entre los Campeones en Parejas de Raw The Viking Raiders (Erik & Ivar), los Campeones en Parejas de SmackDown The Revival (Dash Wilder & Scott Dawson) y los Campeones en Parejas de NXT The Undisputed Era (Bobby Fish & Kyle O'Reilly) para Survivor Series. Sin embargo, en el episodio del 8 de noviembre de SmackDown, The New Day (Big E & Kofi Kingston) derrotaron a The Revival para ganar el Campeonato en Parejas de SmackDown, reemplazándolos así en el combate.
En el episodio del 8 de noviembre de SmackDown, Sasha Banks fue anunciada como capitana del equipo femenino de Team SmackDown en Survivor Series. Más tarde esa noche, Carmella y Dana Brooke derrotaron a Fire & Desire (Mandy Rose & Sonya Deville) para clasificar para el equipo. El 14 de noviembre, WWE.com anunció a Lacey Evans como la cuarta miembro del equipo femenino de SmackDown, seguida por Nikki Cross el 17 de noviembre después de que Cross, quien originalmente estaba programada para enfrentarse a Bayley en un combate de clasificación no titular, anotó la cuenta en un combate por equipos de ocho mujeres en el episodio del 15 de noviembre de SmackDown. [18] En el episodio del 18 de noviembre de Raw, Charlotte Flair fue anunciada como la capitana del equipo femenino del Team Raw, con Natalya, Sarah Logan y las Campeonas Femeninas en Parejas de la WWE The Kabuki Warriors (Asuka & Kairi Sane) siendo reveladas como las otras miembros del equipo más tarde esa noche.
El 8 de noviembre en WWE.com, se anunció que Seth Rollins fue seleccionado como el capitán del equipo masculino de Team Raw en Survivor Series, con Kevin Owens, Ricochet, Randy Orton y Drew McIntyre revelados como los otros miembros del equipo durante el episodio del 11 de noviembre de Raw. En el episodio del 12 de noviembre de WWE Backstage, Roman Reigns fue revelado como el capitán del equipo masculino de Team SmackDown, con Mustafa Ali, Braun Strowman, King Corbin y Shorty G también anunciados para el equipo.
En el episodio del 6 de noviembre de NXT, The O.C. (AJ Styles, Luke Gallows & Karl Anderson) atacaron a Bobby Fish, Kyle O'Reilly y Roderick Strong de The Undisputed Era tras bastidores. En el episodio del 11 de noviembre de Raw, un Triple Threat match entre el Campeón de los Estados Unidos AJ Styles, el Campeón Intercontinental Shinsuke Nakamura y el Campeón Norteamericano de NXT Roderick Strong fue programado para Survivor Series.
Tras bastidores durante el episodio del 8 de noviembre de SmackDown, mientras Sami Zayn intentaba convencer a Daniel Bryan de unirse a él, "The Fiend" Bray Wyatt apareció detrás de Bryan y lo atacó con un Mandible Claw. Durante un segmento de Miz TV la semana siguiente, Wyatt (como su yo normal) se burló de Bryan y su antiguo gimmick del Yes Movement. En respuesta, Bryan desafió a Wyatt por el Campeonato Universal de la WWE en Survivor Series y Wyatt aceptó.
El 19 de noviembre, Adam Cole fue programado para defender el Campeonato de NXT en Survivor Series, con su oponente siendo el ganador de un Triple Threat match entre Damian Priest, Killian Dain y Pete Dunne en TakeOver: WarGames la noche anterior.

## Resultados
- Kick-Off: Dolph Ziggler & Robert Roode ganaron un Interbrand Tag Team Battle Royal (8:20).[14][15]
  - Ziggler & Roode eliminaron finalmente a The Street Profits (Angelo Dawkins & Montez Ford), ganando la lucha.
  - La WWE Tag Team World Cup estuvo en juego.
  - Al terminar la lucha, Ziggler & Roode se llevaron la copa. Esto no fue televisado.
  - Los demás equipos fueron (por orden de eliminación): The Forgotten Sons (Steve Cutler & Wesley Blake) (con Jaxson Ryker), Lucha House Party (Gran Metalik & Lince Dorado), Curt Hawkins & Zack Ryder, Imperium (Fabian Aichner & Marcel Barthel) (con WALTER), Heavy Machinery (Otis & Tucker), Breezango (Fandango & Tyler Breeze), The Revival (Dash Wilder & Scott Dawson) y The O.C. (Luke Gallows & Karl Anderson).
- Kick-Off: Lio Rush derrotó a Kalisto y Akira Tozawa y retuvo el Campeonato Peso Crucero de NXT (8:20).[14][16]
  - Rush cubrió a Kalisto después de un «Final Hour».
- Kick-Off: Los Campeones en Parejas de Raw The Viking Raiders (Erik & Ivar) derrotaron a los Campeones en Parejas de SmackDown The New Day (Big E & Kofi Kingston) y los Campeones en Parejas de NXT ReDRagon (Bobby Fish & Kyle O'Reilly) (14:35).[14][17]
  - Ivar cubrió a Fish después de un «Viking Experience» sobre O'Reilly.
  - Ninguno de los tres campeonatos estuvo en juego.
  - Originalmente The Revival (Dash Wilder & Scott Dawson) iba a participar de la lucha como los Campeones en Parejas de SmackDown, pero fueron reemplazados por The New Day después de perder los campeonatos ante ellos.
- Team NXT (Rhea Ripley (capitana), Toni Storm, Io Shirai, Candice LeRae & Bianca Belair) derrotaron a Team Raw (Charlotte Flair (capitana), Sarah Logan, Asuka, Kairi Sane & Natalya) y Team SmackDown (Sasha Banks (capitana), Carmella, Dana Brooke, Lacey Evans & Nikki Cross) en un Traditional Survivor Series Elimination Women's Match (28:00).[18][19]
  - Durante la lucha, Shirai y LeRae fueron retiradas por el personal médico, pero regresaron más tarde a la lucha interfiriendo a favor de Ripley y de NXT.
  - Durante la lucha, Asuka y Sane atacaron a Flair y a Banks.

| N.º               | Luchadora                                             | Equipo                                                | Eliminada por                                         | Técnica de eliminación                                | Tiempo                                                |
| ----------------- | ----------------------------------------------------- | ----------------------------------------------------- | ----------------------------------------------------- | ----------------------------------------------------- | ----------------------------------------------------- |
| 1                 | Nikki Cross                                           | SmackDown                                             | Bianca Belair                                         | «Roll-up»                                             | 9:38                                                  |
| 2                 | Sarah Logan                                           | Raw                                                   | Bianca Belair                                         | «450º Splash»                                         | 12:11                                                 |
| 3                 | Carmella                                              | SmackDown                                             | Charlotte Flair                                       | «Natural Selection»                                   | 15:38                                                 |
| 4                 | Kairi Sane                                            | Raw                                                   | Sasha Banks                                           | « RunningMeteora»                                     | 16:48                                                 |
| 5                 | Dana Brooke                                           | SmackDown                                             | Asuka                                                 | «Buzzsaw Kick»                                        | 17:25                                                 |
| 6                 | Charlotte Flair                                       | Raw                                                   | Lacey Evans                                           | «Green Mist» de Asuka y «Woman's Right»               | 19:08                                                 |
| 7                 | Asuka                                                 | Raw                                                   | N/A                                                   | Abandonó el combate voluntariamente                   | 19:03                                                 |
| 8                 | Lacey Evans                                           | SmackDown                                             | Natalya                                               | «School Boy»                                          | 19:50                                                 |
| 9                 | Toni Storm                                            | NXT                                                   | Natalya y Sasha Banks                                 | Combinación de «Sharpshooter» y «Bank Statement»      | 20:47                                                 |
| 10                | Bianca Belair                                         | NXT                                                   | Sasha Banks                                           | «Running Chop»                                        | 21:16                                                 |
| 11                | Natalya                                               | Raw                                                   | Sasha Banks                                           | «Forearm Smash»                                       | 21:58                                                 |
| 12                | Sasha Banks                                           | SmackDown                                             | Rhea Ripley                                           | «Springboard Missile Dropkick» de Shirai y «Riptide»  | 40:00                                                 |
| Sobreviviente(s): | Team NXT (Rhea Ripley, Candice LeRae & Io Shirai)[19] | Team NXT (Rhea Ripley, Candice LeRae & Io Shirai)[19] | Team NXT (Rhea Ripley, Candice LeRae & Io Shirai)[19] | Team NXT (Rhea Ripley, Candice LeRae & Io Shirai)[19] | Team NXT (Rhea Ripley, Candice LeRae & Io Shirai)[19] |
- El Campeón Norteamericano de NXT Roderick Strong derrotó al Campeón de los Estados Unidos AJ Styles y al Campeón Intercontinental Shinsuke Nakamura (16:45).[18][20]
  - Strong cubrió a Nakamura después de un «Phenomenal Forearm» de Styles.
  - Ninguno de los tres campeonatos estuvo en juego.
- Adam Cole derrotó a Pete Dunne y retuvo el Campeonato de NXT (14:10).[18][21]
  - Cole cubrió a Dunne después de revertir un «Bitter End» en un «Panama Sunrise», seguido de un «Last Shot».
  - Después de la lucha, Cole celebró junto a los demás miembros de The Undisputed Era.
- "The Fiend" Bray Wyatt derrotó Daniel Bryan  y retuvo el Campeonato Universal de la WWE (10:10).[18][22]
  - Wyatt cubrió a Bryan después de un «Mandible Claw».
- Team SmackDown (Roman Reigns (capitán), Mustafa Ali, Braun Strowman, King Corbin & Shorty G) derrotaron a Team NXT (Tommaso Ciampa (capitán), Matt Riddle, Keith Lee, Damian Priest & WALTER) y Team Raw (Seth Rollins (capitán), Randy Orton, Ricochet, Kevin Owens & Drew McIntyre) en un Traditional Survivor Series Elimination Men's Match (31:00).[18][23]
  - Durante la lucha, Reigns atacó a Corbin.
  - Después de la lucha, Reigns y Lee se saludaron en señal de respeto.

| N.º               | Luchador                      | Equipo                        | Eliminado por                 | Técnica de eliminación                                                | Tiempo                        |
| ----------------- | ----------------------------- | ----------------------------- | ----------------------------- | --------------------------------------------------------------------- | ----------------------------- |
| 1                 | WALTER                        | NXT                           | Drew McIntyre                 | «Claymore Kick»                                                       | 2:57                          |
| 2                 | Shorty G                      | SmackDown                     | Kevin Owens                   | «Frog Splash»                                                         | 6:26                          |
| 3                 | Kevin Owens                   | Raw                           | Tommaso Ciampa                | «Willow's Bell»                                                       | 7:40                          |
| 4                 | Damian Priest                 | NXT                           | Randy Orton                   | «RKO»                                                                 | 10:14                         |
| 5                 | Randy Orton                   | Raw                           | Matt Riddle                   | «Roll-up»                                                             | 10:28                         |
| 6                 | Matt Riddle                   | NXT                           | King Corbin                   | «RKO» de Orton                                                        | 10:52                         |
| 7                 | Braun Strowman                | SmackDown                     | Drew McIntyre                 | Cuenta fuera tras un «Crossbody» de Lee y «Claymore Kick» de McIntyre | 13:14                         |
| 8                 | Ricochet                      | Raw                           | King Corbin                   | «End of Days»                                                         | 14:30                         |
| 9                 | Mustafa Ali                   | SmackDown                     | Seth Rollins                  | «Curb Stomp»                                                          | 16:10                         |
| 10                | Drew McIntyre                 | Raw                           | Roman Reigns                  | «Spear»                                                               | 17:37                         |
| 11                | King Corbin                   | SmackDown                     | Tommaso Ciampa                | «Spear» de Reigns                                                     | 19:55                         |
| 12                | Tommaso Ciampa                | NXT                           | Seth Rollins                  | «Curb Stomp»                                                          | 24:00                         |
| 13                | Seth Rollins                  | Raw                           | Keith Lee                     | «Big Bang Catastrophe»                                                | 26:34                         |
| 14                | Keith Lee                     | NXT                           | Roman Reigns                  | «Spear»                                                               | 29:25                         |
| Sobreviviente(s): | Team SmackDown (Roman Reigns) | Team SmackDown (Roman Reigns) | Team SmackDown (Roman Reigns) | Team SmackDown (Roman Reigns)                                         | Team SmackDown (Roman Reigns) |
- Brock Lesnar (con Paul Heyman) derrotó a Rey Mysterio (con Dominik Mysterio) en un No Holds Barred Match y retuvo el Campeonato de la WWE (7:00).[18][24]
  - Lesnar cubrió a Mysterio después de un «F5».
  - Durante la lucha, Dominik interfirió a favor de Mysterio.
- La Campeona Femenina de NXT Shayna Baszler derrotó a la Campeona Femenina de Raw Becky Lynch y la Campeona Femenina de SmackDown Bayley (18:10).[18][25]
  - Baszler forzó a Bayley a rendirse con un «Kirifuda Clutch».
  - Después de la lucha, Lynch atacó a Baszler.
  - Ninguno de los tres campeonatos estuvieron en juego.
  - Como resultado, la marca NXT fue la ganadora de Survivor Series por 4, 2 de Smackdown y 1 de Raw.